# Giovanni Battista Piranesi
Giovanni Battista Piranesi  (dar și Giambattista Piranesi) (n. 4 octombrie 1720, Mogliano Veneto,  Treviso - d. 9 noiembrie 1778, Roma) a fost un artist italian, cunoscut pentru gravurile sale, dintre care cele mai celebre sunt cele care redau imagini din Roma și din spațiile închisorilor.
În 1747 s-a stabilit la Roma unde a lucrat ca proiectant în slujba ambasadorului venețian.
În Les Contemplations, Victor Hugo îi dedică versurile:
Le noir cerveau de Piranèse
Est une béante fournaise
Où se mêlent l’arche et le ciel,
L’escalier, la tour, la colonne ;
Où croît, monte, s’enfle et bouillonne

L’incommensurable Babel !